# 発露
発露（はつろ）とは、分娩の最終段階で赤ちゃんの頭が膣口（ちつこう）から完全に出てくる状態を指す。これは排臨（はいりん)の次の段階であり、赤ちゃんが誕生する直前の重要な瞬間である。

## 特徴
赤ちゃんの頭が膣口から完全に出た状態で、陣痛が終わっても引っ込まなくなる。  
強い圧迫感や熱感を感じることがある。  
母体の会陰（えいん）が最大に伸びることで、自然に裂けることもある。  

## 発露の際の進行
1. 排臨（はいりん）
 陣痛のたびに赤ちゃんの頭が見え隠れする状態。  
2. 発露（はつろ）  
赤ちゃんの頭が完全に出る。  
3. 娩出（べんしゅつ）
 赤ちゃんの肩や体が出て、誕生。  

## 発露時のサポート
会陰保護
 助産師や医師が会陰を手で支え、ゆっくり娩出を促すことで、裂傷を防ぐ。  
適切ないきみ方
 いきみをコントロールすることで、急激な娩出を防ぎ、母体の負担を軽減する。  
会陰切開の判断
必要に応じて会陰切開を行い、裂傷を防ぐこともある。  

## 発露後の流れ
赤ちゃんの体が順番に出て、産声を上げる。  
胎盤が娩出され、分娩が完了する（分娩第3期）。  
発露は、赤ちゃんが外の世界へ出る直前の大切な瞬間である。安全な出産のために、助産師や医師のサポートを受けながら、適切なタイミングでいきむことが重要。